# Perditorulus verticillatus
Perditorulus verticillatus är en stekelart som beskrevs av Christer Hansson 1996. Perditorulus verticillatus ingår i släktet Perditorulus och familjen finglanssteklar.
Artens utbredningsområde är:
- Belize.
- Colombia.
- Costa Rica.
- Guatemala.
- Panama.
- Peru.

Inga underarter finns listade i Catalogue of Life.